# Montrose (Missouri)
Montrose és una població dels Estats Units a l'estat de Missouri. Segons el cens del 2000 tenia 417 habitants.

## Demografia
Segons el cens del 2000, Montrose tenia 417 habitants, 199 habitatges, i 111 famílies. La densitat de població era de 282,5 habitants per km².
Dels 199 habitatges en un 24,6% hi vivien nens de menys de 18 anys, en un 43,2% hi vivien parelles casades, en un 9% dones solteres, i en un 44,2% no eren unitats familiars. En el 39,7% dels habitatges hi vivien persones soles el 17,1% de les quals corresponia a persones de 65 anys o més que vivien soles. El nombre mitjà de persones vivint en cada habitatge era de 2,1 i el nombre mitjà de persones que vivien en cada família era de 2,77.
Per edats la població es repartia de la següent manera: un 22,1% tenia menys de 18 anys, un 7,4% entre 18 i 24, un 25,7% entre 25 i 44, un 21,3% de 45 a 60 i un 23,5% 65 anys o més.
L'edat mediana era de 42 anys. Per cada 100 dones de 18 o més anys hi havia 95,8 homes.
La renda mediana per habitatge era de 21.563 $ i la renda mediana per família de 32.500 $. Els homes tenien una renda mediana de 26.667 $ mentre que les dones 18.125 $. La renda per capita de la població era de 15.062 $. Entorn del 14% de les famílies i el 16,8% de la població estaven per davall del llindar de pobresa.

## Poblacions més properes
El següent diagrama mostra les poblacions més properes.